# Escuela Militar de Paracaidismo «Méndez Parada»
La Escuela Militar de Paracaidismo "Méndez Parada" es una escuela militar perteneciente al Ejército del Aire y del Espacio, donde se forman a todos los paracaidistas militares de España.

## Historia
La Escuela se crea en la antigua Escuela Elemental de Pilotos núm. 1, según publicación del Boletín Oficial del Aire (B.O.A. 97), de fecha 15 de agosto de 1947, nombrando su primer director al Capitán Ramón Salas Larrazábal. Un mes más tarde, el 15 de septiembre, da inicio el Primer Curso Básico de Paracaidismo a 174 hombres de Tropas de Aviación. Se efectúa el primer lanzamiento del 23 de enero del año siguiente (1948).
En 1959, tras doce años de vida, se decretó el nuevo nombre con el que se había de denominar la Escuela Militar de Paracaidistas[cita requerida], según publicación de fecha 17 de septiembre (B.O.A. 112).
Desde su creación, esta Escuela ha impartido más de 1800 cursos sobre paracaidismo, titulando a casi 120.000 militares. El 23 de enero de 2020, coincidiendo con el Aniversario paracaidista del primer lanzamiento en este Escuela, se alcanzó la cifra de un millón y medio de lanzamientos realizados desde su creación, entre alumnos, profesores e instructores.

## Función
La función de la Escuela Militar de Paracaidismo es adiestrar a soldados paracaidistas moral, física y técnicamente para que puedan servir en las distintas unidades especiales de esta índole. También se forma a personal de los Ejércitos de Tierra y Armada, además de personal perteneciente a FCSE, Policía Nacional y extranjeros de países que forman la OTAN.